# Свадба (ТВ филм)
„Свадба” је југословенски ТВ филм из 1959. године. Режирао га је Анте Вицулин а сценарио је написао Иво Штивичић по делу Михаила Лалића.

## Улоге
| Глумац        | Улога |
| ------------- | ----- |
| Иво Фици      |       |
| Фрањо Фрук    |       |
| Иван Шубић    |       |
| Адам Ведерњак |       |